# 塞尔焦·斯特凡尼尼
塞尔焦·斯特凡尼尼（義大利語：Sergio Stefanini，1922年2月18日—2009年8月7日），意大利男子篮球运动员。他曾代表意大利参加1948年和1952年夏季奥林匹克运动会篮球比赛，均获得第十七名。